# Dicliptera foetida
Dicliptera foetida es una especie de planta floral del género Dicliptera, familia Acanthaceae.
Es nativa de Etiopía, India, Sri Lanka y Yemen.

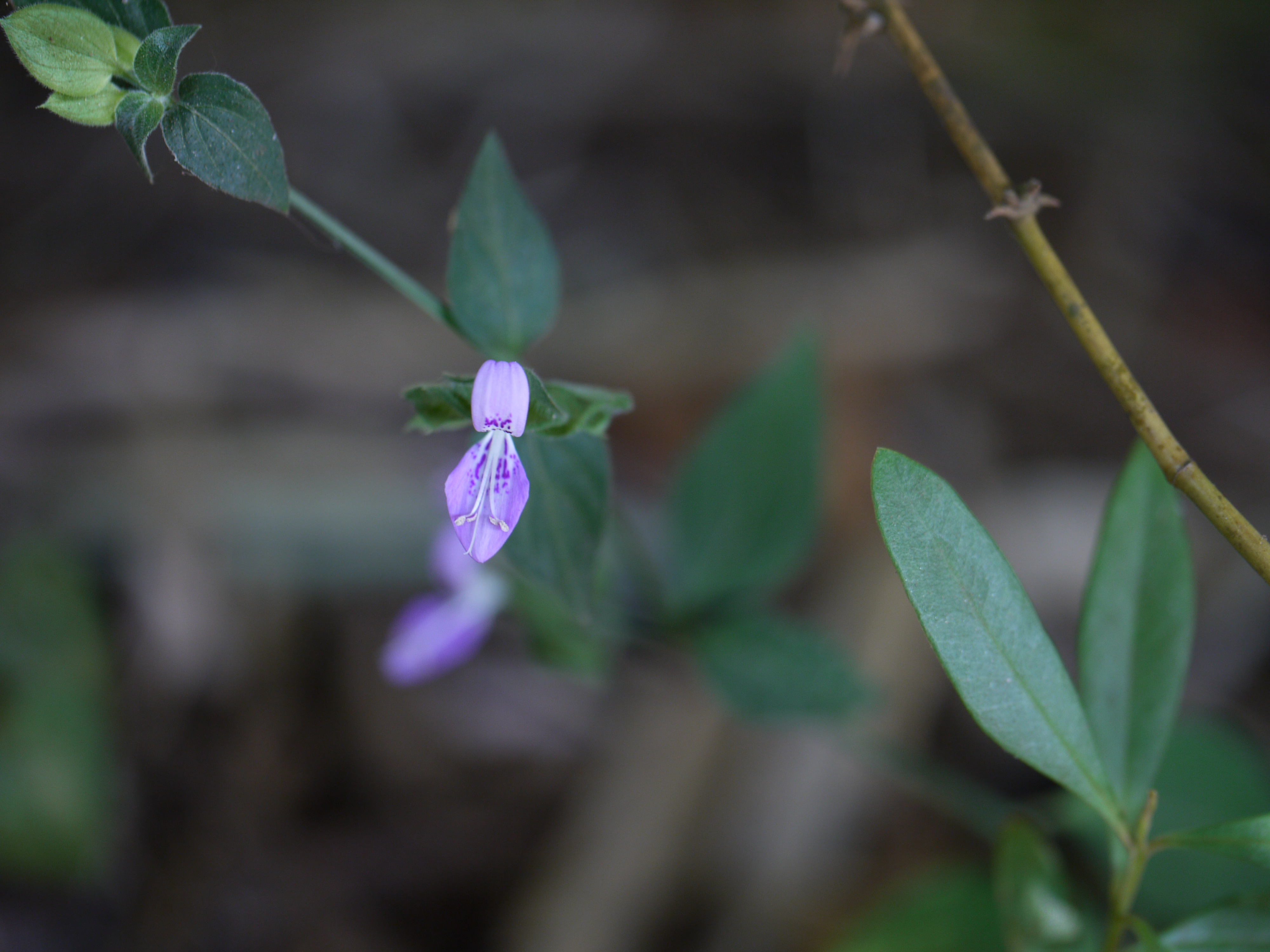
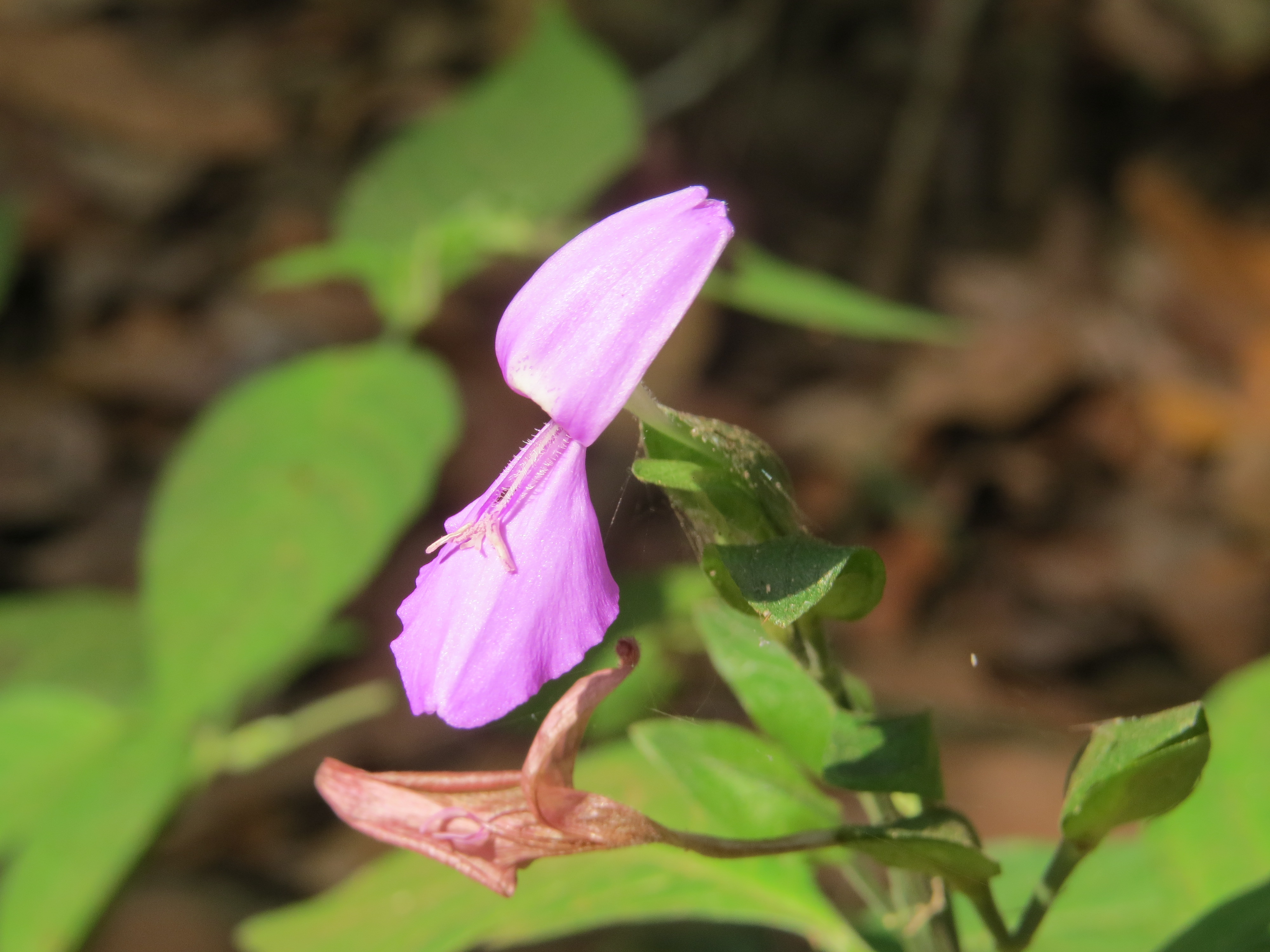
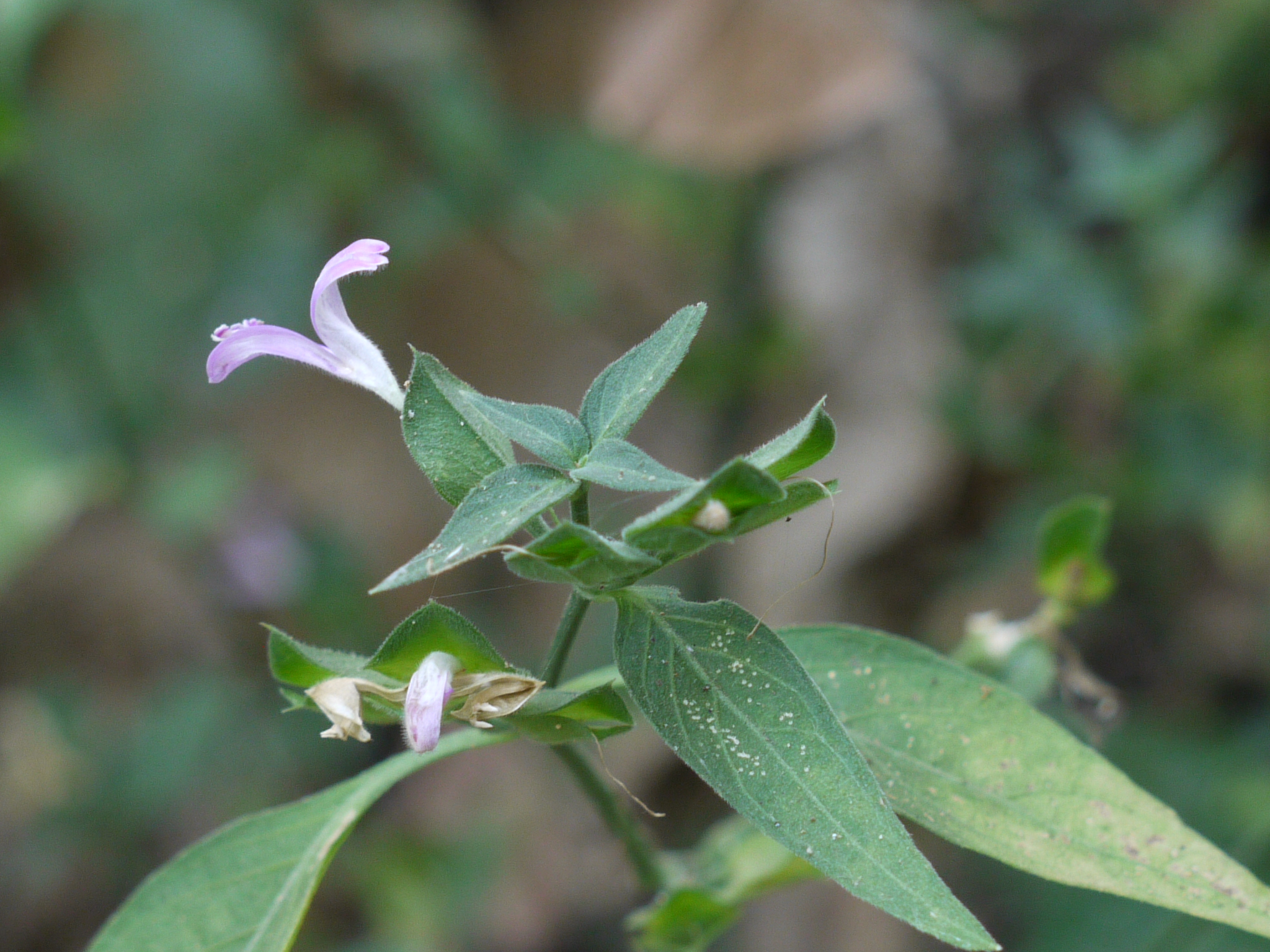
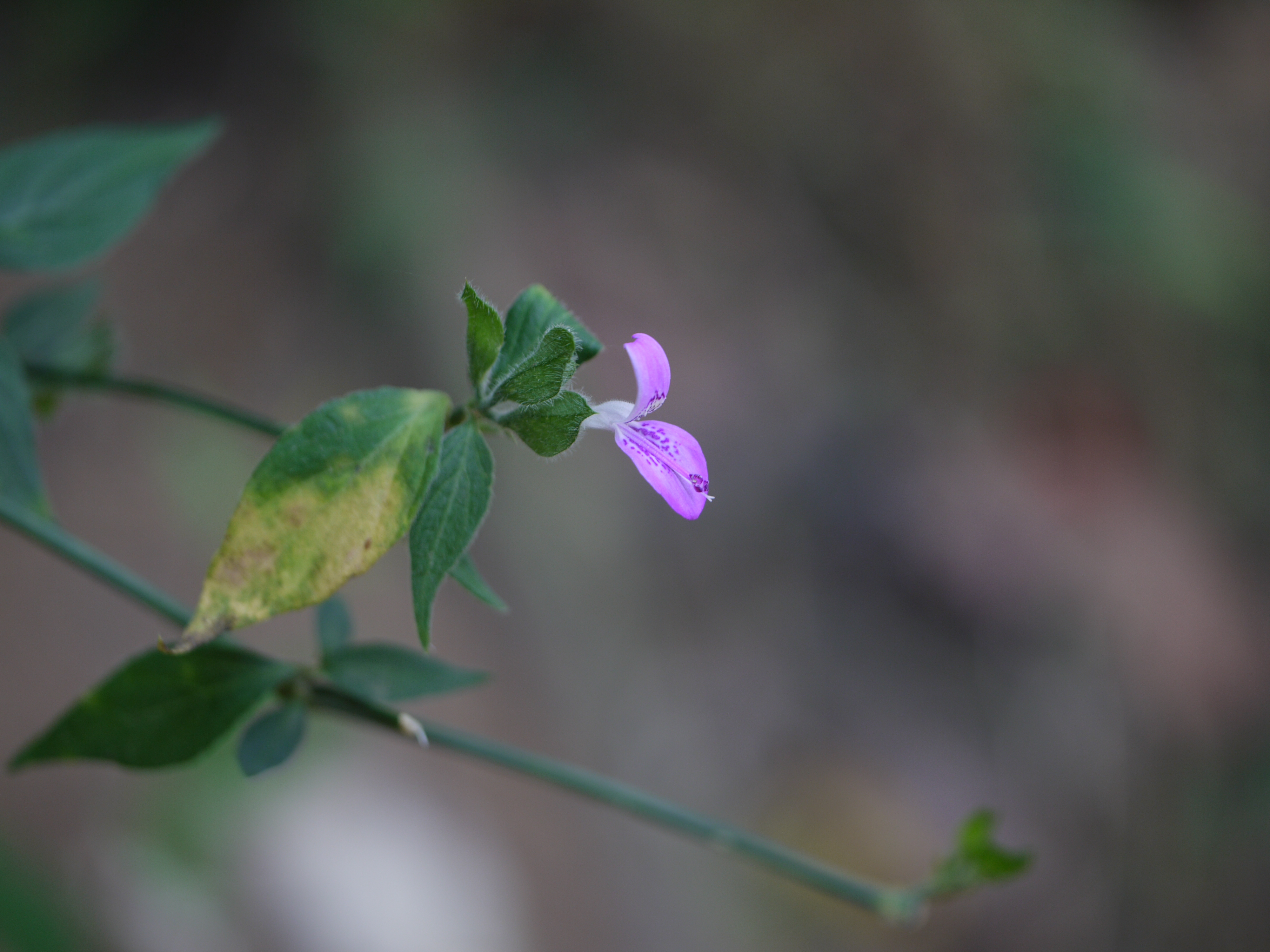